# Trace Cyrus
Trace Dempsey Cyrus (ur. 24 lutego 1989 w Ashland) – amerykański gitarzysta, autor tekstów i wokalista w zespole Metro Station oraz Ashland High.
Jego matką jest Leticia "Tish" Finley Cyrus, a ojcem Baxter Neal Helson, jednak gdy był małym chłopcem, adoptował go piosenkarz country Billy Ray Cyrus. Trace jest starszym bratem gwiazdy serialu "Hannah Montana" i piosenkarki Miley Cyrus, Braisona Cyrusa i Noah Cyrus. Jego starszą siostrą jest Brandi Cyrus.
Trace spędził dzieciństwo jeżdżąc w trasę z Billym Rayem, gdzie nauczył się grać na instrumentach. Cyrus pracował w sklepie w Burbank, w Kalifornii zanim dostał się do szkoły La Canada High School. Był zaręczony z Brendą Song, lecz ten związek rozpadł się.